# Funcția zeta Riemann

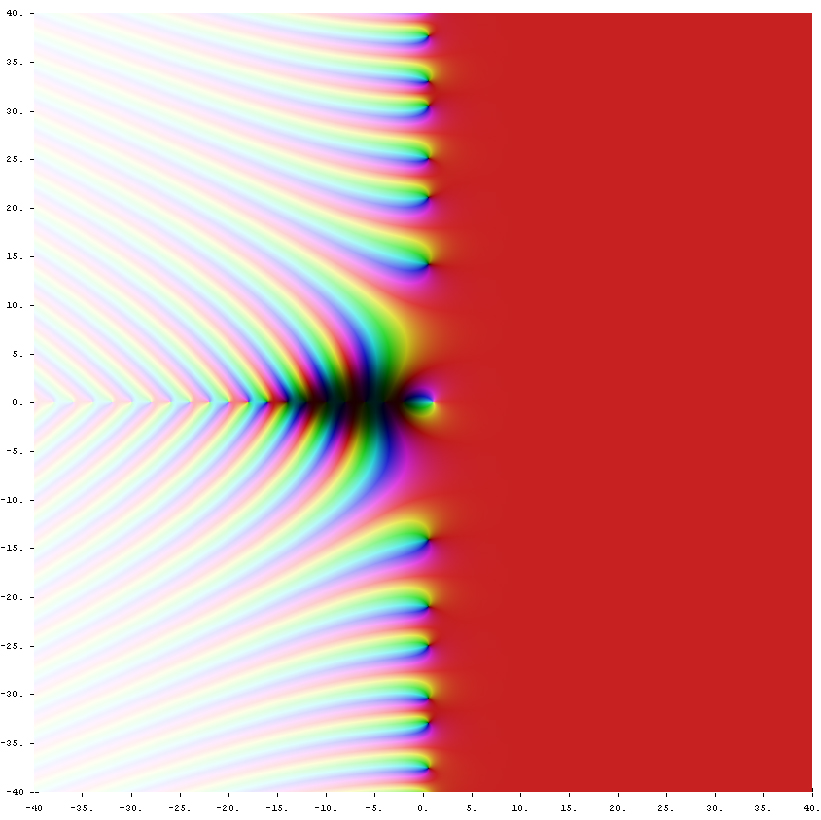
Funcția zeta Riemann ζ(s) în planul complex. Culoarea unui punct s codifică valoarea lui ζ(s): culorile tari codifică valori apropiate de zero iar tenta codifică argumentul. Punctul alb din s = 1 este polul funcției zeta; punctele negre de pe axa reală negativă și de pe dreapta critică Re(s) = 1/2 sunt zerourile.

În matematică, funcția zeta Riemann, numită după matematicianul german Bernhard Riemann, este o funcție cu semnificație importantă în teoria numerelor din cauza relației pe care o are cu distribuția numerelor prime. Are aplicații și în alte domenii cum ar fi fizica, teoria probabilităților, și în statistică aplicată.

## Definiție

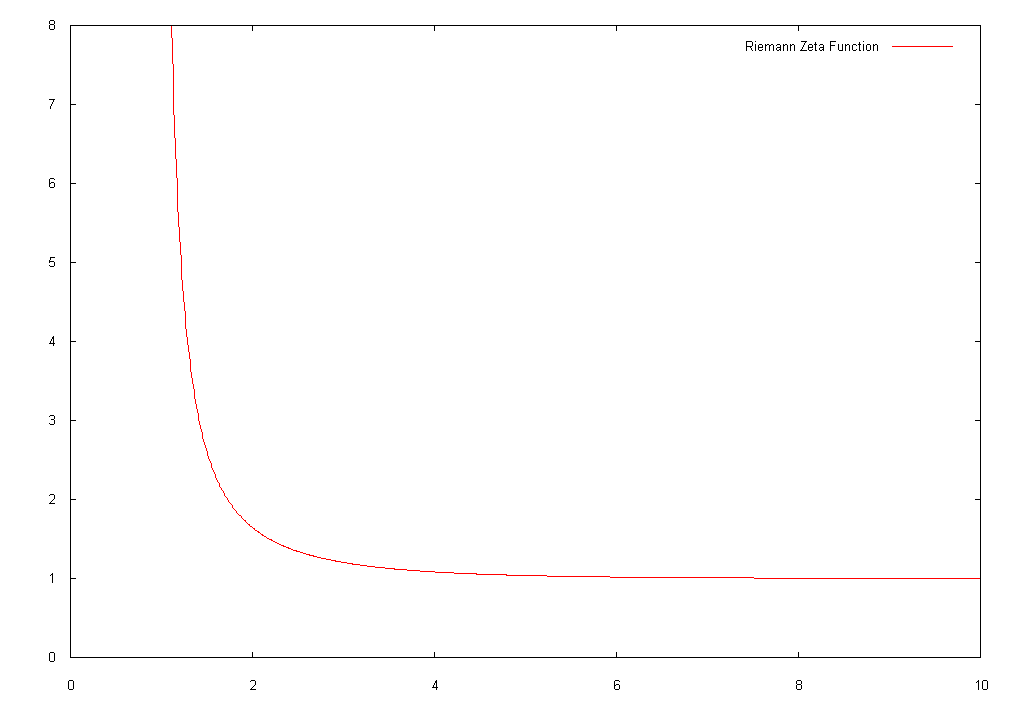
funcția zeta Riemann pentru s real și s > 1

Funcția zeta Riemann ζ(s) este o funcție de variabilă complexă s inițial definită prin următoarea serie infinită:
{\displaystyle \zeta (s)=\sum _{n=1}^{\infty }{\frac {1}{n^{s}}}}
pentru anumite valori ale lui s și apoi continuată analitic la toate numerele complexe s ≠ 1. Această serie Dirichlet converge pentru toate valorile reale ale lui s mai mari ca 1. 
De la lucrarea Despre numerele prime mai mici decât un număr dat din 1859 a lui Bernhard Riemann, a devenit standard să se extindă definiția funcției ζ(s) la valori complexe ale variabilei s, în două etape. Întâi, Riemann a arătat că seria este convergentă pentru orice s complex cu partea reală Re(s) mai mare ca unu și definește o funcție analitică de variabilă complexă s pe regiunea {s ∈ C : Re(s) > 1} a planului complex C. Apoi, el a demonstrat cum se extinde funcția ζ(s) la toate valorile complexe ale lui s diferite de 1. Ca rezultat, funcția zeta devine funcție meromorfă de variabilă complexă s, care este olomorfă în regiunea {s∈C:s≠ 1} a planului complex și are un pol simplu în s=1. Procesul de continuare analitică are ca rezultat o funcție unică, și, pe lângă a extinde ζ(s) dincolo de domeniul de convergență al seriei originale, Riemann a stabilit o ecuație funcțională pentru funcția zeta, care pune în legătură valorile din punctele s cu cele din punctele 1 − s. Celebra ipoteză Riemann, formulată în aceeași lucrare a lui Riemann, se ocupă de zerourile acestei funcții extinse analitic. Pentru a accentua faptul că s este văzut ca număr complex, el este scris de obicei de forma s = σ + it, unde σ = Re(s) este partea reală a lui s, iar t = Im(s) este partea imaginară a lui s.